# Otto von Strubberg

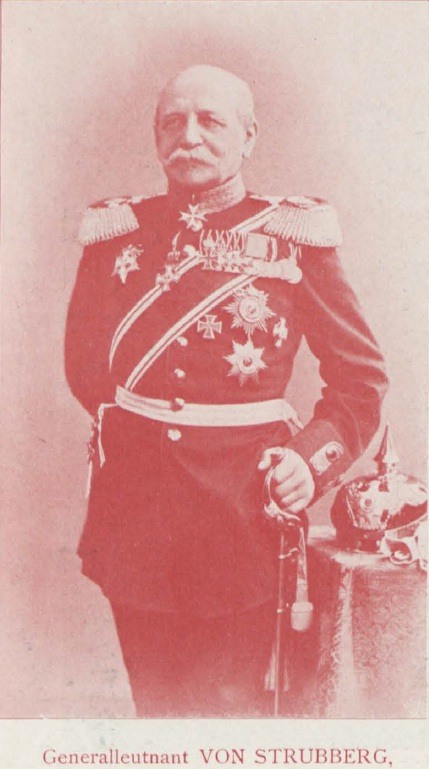
Generalleutnant Otto von Strubberg 1899.

Otto Julius Wilhelm Maximilian Strubberg, ab 1858 von Strubberg (* 16. September 1821 in Lübbecke; † 9. November 1908 in Berlin) war ein preußischer General der Infanterie.

## Leben

### Herkunft
Strubberg entstammte einer Familie aus dem Stift Osnabrück, die um 1650 in Borgloh nachgewiesen ist. Er war der Sohn von Jakob Strubberg (* 5. August 1770 in Kleve; † 27. Juni 1826 in Lübbecke) und dessen Ehefrau Marie Sophie, geborene Dörsch (* 23. Januar 1778; † 15. Januar 1852).

### Militärkarriere
Strubberg wurde in seiner Jugend in den Kadettenhäusern Potsdam und Berlin erzogen. Am 8. August 1839 wurde er dann als Sekondeleutnant dem 30. Infanterieregiment überwiesen. Innerhalb des Regiments wurde Strubberg vom 1. Januar 1842 bis 31. Juli 1843 als Bataillonsadjutant verwendet. Am 15. Oktober 1843 folgte seine Kommandierung zur weiteren Ausbildung an die Allgemeine Kriegsschule. Anschließend wurde er Lehrer im Kadettenhaus Berlin und 1849 zu jenen Truppen versetzt, die die Badische Revolution niederschlagen sollten.
1852 wurde er für zwei Jahre nach Paris versetzt, um die französische Sprache zu lernen und wurde im gleichen Jahr zum Premierleutnant befördert. Mehrfach wurde er im Großen Generalstab verwendet. Im Rang eines Hauptmanns im Generalstab wurde er am 1. Januar 1858 in Berlin in den preußischen Adelsstand erhoben. Im Jahr darauf wurde er persönlicher Adjutant des Prinzen von Preußen, der ihn als König Wilhelm I. am 7. Januar 1861 zu seinem Flügeladjutanten ernannte. 
Strubberg nahm dann als Kommandeur des Königin Augusta Garde-Grenadier-Regiments Nr. 4 an den Feldzügen gegen Dänemark (1864) und Österreich (1866) teil. Im Deutsch-Französischen Krieg 1870/71 erhielt er als Führer der 30. Infanterie-Brigade besondere Gelegenheit, sich auszuzeichnen. So am 18. August in der Schlacht von Gravelotte, bei Amiens, Hallue, Sapignies und St. Quentin.
1873 wurde Strubberg Generalleutnant und Kommandeur der 19. Division in Hannover. 1880 avancierte er zum Generalinspekteur der Generalinspektion des Militärerziehungs- und Bildungswesens und als solcher 1883 zum General der Infanterie, nachdem er den Unterricht der Kadettenkorps aus den früheren Lehrgang in den eines Realgymnasiums umgewandelt hatte. 
Im Jahr 1888 wurde er à la suite des Kadettenkorps gestellt und am 8. August 1889 zum Chef des Infanterie-Regiments „Graf Werder“ (4. Rheinisches) Nr. 30 ernannt. 1890 wurde er zur Disposition gestellt. 1908 beging er noch das vierzigjährige Generalsjubiläum, starb aber wenig später und wurde auf dem Offiziersfriedhof an der Linienstraße in Berlin beigesetzt.

### Auszeichnungen
1871 wurde Strubberg mit dem Eisernen Kreuz I. Klasse und dem Orden Pour le Mérite ausgezeichnet. 1885 erhielt er das Großkreuz des Roten Adlerordens mit Eichenlaub und Schwertern am Ring, 1897 die Brillanten zum Großkreuz und am 21. Oktober 1902 den Verdienstorden der Preußischen Krone.